# Рене Давид
Рене́ Дави́д  (на френски: René David; 1906—1990) е френски учен-правовед и юрист от еврейски произход.
Професор в Сорбоната (1945—1990 г.). Чел лекционни курсове в Кеймбриджкия, Колумбийския, Мюнхенския и Техеранския и редица други университети.
Създава теорията за правните семейства, според която по определени белези правните системи на различните държави се делят на различни семейства или системи. Основните са:
- Континентална – обхваща Континентална Европа, Южна Америка и голяма част от Азия. Тази система има свои подвидове в Романската, Германската и Славянската системи (към последната се числи България) и се основава на римското право. Господстващ източник на правото е закона, който стои над справедливостта;
- Англосаксонска – обхваща Великобритания, Северна Америка, Австралия, Израел и други бивши колонии на Великобритания. Господстващ източник на правото е прецедента, като по този начин справедливостта стои над закона и има по-голяма сила и юридическо значение;
- Обичайноправна – обхваща по-голямата част от Африка, Япония, Близкия изток и други азиатски държави. Неин подвид е системата на шериатското право. Господстващ източник на правото е правният обичай.